# ناهدة الرماح
ناهدة الرماح (13 أكتوبر 1938 - 22 مارس 2017)، ممثلة عراقية.
- خطواتها الأولى في فيلم (من المسؤول) في العام 1956 أكدت من خلاله حساسية عالية وجريئة في عالم التمثيل النسوي في العراق.
- اختارت بوعي انتماءها المتميز إلى مدرسة المسرح في العراق (فرقة المسرح الفني الحديث)لتؤدي معها أول أدوارها الكبيرة شخصية (امرأة خرساء) في مسرحية (الرجل الذي تزوج امرأة خرساء) في العام 1957، وعلى (الملك فيصل) المسماة حاليا (قاعة الشعب).
- انتمت بجدارة إلى الجيل المؤسس لفرقة المسرح الفني الحديث، فكانت قامة موازية باستحقاق مع: إبراهيم جلال، يوسف العاني، مجيد العزاوي، سامي عبد الحميد، قاسم محمد، خليل شوقي، زينب... وما تبعهم من أسماء مهمة في مسيرة المسرح العراقي.
- كشفت بجدارة عن ممثلة عراقية ـ شعبية، تتمتع بمرونة ذهنية غير عادية، جعلتها تجرب الخوض بمسرحيات تجريبية مركبة مثل : مسرحية (حكاية الرجل الذي صار كلبا) للكاتب: اوزوالدو دراجون، وإخراج: قاسم محمد، شاركها التمثيل: صلاح القصب، روميو يوسف، خليل عبد القادر - مسرحية (بغداد الأزل بين الجد والهزل) للمخرج الراحل : قاسم محمد ـ مسرحية (الخرابة) ليوسف العاني وإخراج مشترك: لقاسم محمد وسامي عبد الحميد. ـ مسرحية (النخلة والجيران) للكاتب: غائب طعمة فرمان، وإخراج: قاسم محمد. ـ مسرحية (الشريعة) ليوسف العاني، وإخراج: قاسم محمد. مسرحية (نفوس) اعداد وإخراج: قاسم محمد.
- ثم تبعتها بمجموعة من المسرحيات، حتى جاءت الكارثة بفقدان بصرها وهي على خشبة المسرح، تؤدي دورها في مسرحية (القربان)، للكاتب: غائب طعمة فرمان، واعداد: ياسين النصير، وإخراج: فاروق فياض.
- كرست ناهدة الرماح حياتها وفنها في خدمة المسرح العراقي، وفي مختلف الظروف، بل وفي أكثر تلك الظروف قساوة فقد قدمت عروضا مسرحية في بلدان مختلفة رغم محنتها في النفي والغربة، وفقدان البصر.
- ومن افلامها السينمائية : (من المسؤول ؟ 1956 - الظامئون 1973- يوم آخر 1979)
- ظلت ناهدة الرماح، تقدم الكثير، وتحقق الكثير من خلال تنقلها بين لندن، والإمارات العربية، وسوريا، ولعل دورها في (مسلسل الباشا)، للمخرج: فارس طعمة التميمي، الا دليل على تواصلها، وحبها للناس والحياة.ِ

## وفاتها
توفيت في 22 آذار 2017 في إحدى مستشفيات بغداد بعد اسبوعين من تعرضها لحادثة حرق.

## روابط خارجية
- ناهدة الرماح على موقع قاعدة بيانات الأفلام العربية